# دندر
دندر (به عربی: الدندر) یک منطقهٔ مسکونی در سودان است که در سنار واقع شده‌است.